# Edenbridge (banda)
Edenbridge es un grupo austriaco de metal sinfónico con elementos de power metal, metal gótico y metal neoclásico surgido en 1998.

## Historia del grupo
Edenbridge surgió en manos del guitarrista y teclista Lanvall (Arne Stockhammer), el bajista Kurt Bednarsky y la vocalista Sabine Edelsbacher. El grupo se completó cuando el batería Roland Navrati se unió a la banda. Edenbridge comenzó a trabajar rápidamente y entró en el estudio de grabación en 1999 firmando un contrato de grabación con Massacre Records en ese mismo año. El álbum, llamado Sunrise in Eden salió a la venta en otoño de 2000.
A la banda se unió en febrero de 2000 un segundo guitarrista, Georg Adelmann, pero su estancia con la banda fue corta. Cuando abandonó el grupo en enero de 2001 fue sustituido por Andreas Eiblar. Con esta formación, Edenbridge sacó al mercado el álbum Arcana (2001). Durante un tour en 2002, el bajista y fundador de Edenbridge Kurt Bednarsky dejó el grupo. En noviembre de ese mismo año, el álbum Aphelion (2002) vio la luz. Su siguiente álbum titulado A Livetime In Eden (2004) fue publicado en agosto dos años después, seguido en poco tiempo por Shine (2004) en octubre. En este momento, un nuevo bajista, Frank Bindig, entró en el grupo. En diciembre de ese mismo año el guitarrista Andreas Eibler abandonó amistosamente y fue sustituido por Martin Mayr. Mayr más tarde se convertiría en miembro permanente en junio de 2005.
Su quinto álbum de estudio, The Grand Design, se ha grabado en el estudio de Lanvall, Farpoint Station (una de las muchas referencias a Star Trek de Edenbridge) y está prevista su publicación el 27 de mayo de 2006. El primer sencillo fue "Evermore". En 2007 salió a la venta The chronicles of Eden, que era más un compilado de temas viejos que un álbum propiamente dicho, reuniendo temas clásicos del grupo, como Arcana o Sunrise in Eden.
Luego del éxito de The Grand Design, considerado como uno de los mejores álbumes de la banda, se anunció la grabación de otro disco titulado My Earth Dream. Este disco, que vio la luz en el 2008, contiene tonos sinfónicos sin alejarse del estilo propio de la banda y representa una composición clásica de Edenbridge.
En junio del 2010, lanzaron su séptimo álbum, "Solitaire". Y en el 2013 se lanzó The Bonding siendo el octavo álbum de estudio de la banda.

## Integrantes actuales
- Sabine Edelsbacher - Voz (1998-presente)
- Lanvall (Arne Stockhammer) - Guitarra, teclados (1998-presente)
- Roland Navratil - Percusión (1998-presente)
- Frank Bindig - Bajo (2004-presente)
- Martin Mayr - Guitarra (2005-presente)

## Antiguos integrantes
- Kurt Bednarsky - Bajo (1998-2002)
- Georg Adelmann - Guitarra (2000-2001)
- Andreas Eibler - Guitarra (2001-2004)

## Discografía
- Sunrise in Eden (2000)
- Arcana (2001)
- Aphelion (2003)
- A Livetime In Eden (2004)
- Shine (2004)
- The Grand Design (2006)
- The Chronicles of Eden (2007)
- My Earth Dream (2008)
- Live Earth Dream (2009)
- Solitaire (2010)
- The Bonding (2013)
- The Great Momentum (2017)
- Dynamind (2019)
- The Chronicles of Eden Part 2 (2021)
- Shangri-La (2022)